# Carl Leopold Lohmeyer
Carl Leopold Lohmeyer, Pseudonym Carl Reyemhol  (* 3. August 1799 in Mohrungen, Königreich Preußen; † 3. August 1873 in Breslau, Provinz Schlesien) war ein deutscher Apotheker, Autor des ersten gedruckten Tatra-Führers, Konstrukteur und Erbauer des ersten Nadeltelegraphen im Königreich Preußen und Schöpfer der botanischen Modelle („Lohmeyer’sche Pflanzenmodelle“), aus denen die berühmten „Brendel-Modelle“ hervorgingen.

## Leben
Carl Leopold Lohmeyer war ein Sohn des Mohrunger Pfarrers Carl Lohmeyer (1770–1808) und dessen Ehefrau Maria Eleonora, geborene Brandt.
Er schlug nach erstem Unterricht bei seinem Vater, der als Prediger in Mohrungen wirkte, die Ausbildung zum Apotheker ein, ging in Elbing und Bromberg in die Lehre und arbeitete als Apotheker-Gehilfe in Liegnitz, Breslau, Hamburg, Lissa und in Frankfurt (Oder), wo er bei Johannes Nicolaus Buek vor allem seine botanischen Kenntnisse maßgeblich weiterentwickeln konnte. Nach dem Studium der Pharmazie an der Universität zu Berlin arbeitete er an der Königlichen Universität zu Breslau in den Laboren des Chemikers Nikolaus Wolfgang Fischer und des Physikers Henrich Steffens, bis er 1830 die Konzession für eine Apotheke in Neisse in Schlesien erhielt, die er in der Folge dann 35 Jahre bis 1865 führte. In dieser Zeit lebte er seine naturwissenschaftlichen Neigungen aus und baute und konstruierte unter anderem eine elektro-magnetische Rotationsmaschine zum ärztlichen Gebrauch, eine Vergoldungsbatterie und einen Apparat zu galvanoplastischen Versuchen, die vom Mechaniker Rauch zum Teil in kleiner Serie gebaut und lebhaft bis nach Österreich und Russland verkauft werden konnten. Seine große galvanische Batterie wurde von den Ingenieuren der Festung Neisse intensiv bei Sprengversuchen genutzt.
Am 6. November 1838 hielt er bei der Philomathischen Gesellschaft in Neisse einen mit einem Experiment verbundenen Vortrag „über den electrischen Telegraphen“. Er spannte bei diesem Experiment von seiner Apotheke in der Breslauer Straße aus am Ratsturm vorbei bis zum Haus des Kaufmanns Schimmer am Markt auf einer Strecke von etwa 200 m einen seidenummantelten Leitungsdraht und nahm einen auf der Basis von Steinheils Ausführungen über Telegraphie von 1838 selbst konstruierten Gauß-Weber’schen Nadeltelegraphen in Betrieb, womit Neisse bereits rund zehn Jahre vor der Einführung eines Staatstelegraphen in Preußen ein brauchbares Telegraphiesystem besaß.
Im Jahr 1841 unternahm er eine ausgedehnte Exkursion in den Karpaten, bestieg dabei die Lomnitzer Spitze und veröffentlichte seine Erkenntnisse 1842 unter dem Ananym Carl Reyemhol in einem Reiseführer.
Mit zunehmendem Alter wandte sich Lohmeyer wieder seiner ehemaligen Lieblingswissenschaft, der Botanik, zu und baute sein „prächtiges, mit seltener Eleganz ausgestattetes und sorglich gepflegtes Herbarium“ weiter aus.
Im Jahr 1865 verkaufte er seine Apotheke und siedelte nach Breslau über. Sein Herbarium vermachte er der Realschule in Neisse.
In Breslau versuchte er sich auf Anregung von Ferdinand Julius Cohn in der modellhaften Nachbildung besonders interessanter Blütentypen und fertigte in der Zeit von 1866 bis 1869 hauptsächlich in Guttapercha mehr als 300 dieser „Lohmeyer’schen Pflanzenmodelle“ an, die er der Universität und der städtischen Realschule am Zwinger in Breslau vermachte. Lohmeyers Modelle waren zum Teil zerlegbar und demonstrierten den Blütenbau wichtiger Pflanzenfamilien, verschiedene pflanzliche Organe und Entwicklungszustände, die Keimung der Ein- und Zweikeimblättrigen sowie den Bau der Früchte und Samen. An der Universität Breslau wurde die Sammlung in 5 großen Glasschränken im damaligen Pflanzenphysiologischen Institut aufbewahrt. Die botanischen Modelle wurden intensiv beim botanischen Unterricht genutzt und in der Folge von zahlreichen Universitäten und Institutionen nachgefragt, so dass der Fabrikant Robert Brendel auf Initiative von Ferdinand Julius Cohn die Lohmeyer’schen Modelle  in höherer Stückzahl in seiner Werkstatt in der Riemerzeile 15 in Breslau nachbaute und bereits im März 1866 die erste Serie von 30 Blütenmodellen zum Preis von 20 Thalern zum Verkauf anbieten konnte. Die in der Folgezeit im Lauf der Jahre entstandenen Brendel-Modelle zählen heute zusammen mit den Pilz-Wachsmodellen des österreichischen Botanikers Leopold Trattinnick, den Papiermaché-Modellen zur menschlichen Anatomie des französischen Anatomen und Modelleurs Louis Auzoux sowie den zoologischen und botanischen Glasmodellen des Leopold und Rudolf Blaschka zu den weltweit bedeutendsten naturwissenschaftlichen Modellen.
Carl Leopold Lohmeyer war 1838 eines der Gründungsmitglieder der Philomathischen Gesellschaft in Neisse, wurde zum korrespondierenden Mitglied der Schlesischen Gesellschaft für vaterländische Cultur ernannt und wirkte als Kreisdirektor im Norddeutschen Apotheker-Verein.
Er war seit 19. Januar 1831 verheiratet mit Franziska (1812–91), geborene Engler, einer Tochter des Patschkauer Rotgerbermeisters und Lederfabrikanten Ignaz Engler und dessen Ehefrau Clara Eleonora, geborene Kurzer. Der Schriftsteller Julius Lohmeyer war ein Sohn des Ehepaars.

## Schriften (Auswahl)
als Carl Reyemhol
- Vierzehn Tage in den Central-Karpathen, ein Wegweiser nach einigen der interessantesten Partien des Tatra-Gebirges und der Liptauer-Alpen, nebst Karte. Burckhardt, Neisse 1842 (books.google.de)